# Ruoholahti Station
Ruoholahti Station (finsk: Ruoholahden metroasema, svensk: Gräsvikens metrostation) er en station på Helsinkis metro i området Ruoholahti i Helsinki. 
Stationen var endestation på metroen til de nye metrostationer mod vest åbnede i november 2017. Den ligger 1,2 km vest for Kamppi og 2,2 km öst for Lauttasaari.
Stationen er tegnet af Jouko Kontio og Seppo Kilpiä og er udsmykket med keramik af Juhana Blomstedt.